# A Sua immagine
A Sua immagine è un programma televisivo italiano a sfondo cattolico condotto da Lorena Bianchetti su Rai 1, in onda dal 30 novembre 1997 e nato sulla scia delle rubriche religiose presenti nel palinsesto della Rai dal 1954.

## Produzione e crediti
Il programma nasce dalla collaborazione tra la Rai e la Conferenza Episcopale Italiana, e va in onda su Rai 1 ogni sabato alle ore 16:00 e ogni domenica alle 10:30. Il programma offre al pubblico numerose storie riguardo alla vita di persone comuni, che attraverso la loro fede portano avanti desideri, passioni, opere per la comunità. Il programma varia nei due giorni di programmazione.

### Conduttori
Tra il 1997 ed il 1999 la conduttrice era Arianna Ciampoli mentre dal 1999 al 2005 era Lorena Bianchetti, dal 2005 al 2008 il programma è stato presentato da Andrea Sarubbi, eletto poi parlamentare nelle liste del Partito Democratico. Dal 2008 al 26 gennaio 2014 la conduzione passa a Rosario Carello per poi tornare nuovamente nelle mani di Lorena Bianchetti a partire dal 1º febbraio fino ad oggi. Nel marzo 2019 durante la gravidanza della Bianchetti in occasione della nascita della figlia Etelle ha preso il suo posto alla conduzione per tre puntate, dal 3 al 17 marzo, Paolo Balduzzi.
Nel 2017 il programma ha rinnovato studio e scenografia, ma anche la struttura del formati con l'inserimento dei social in diretta e l'approfondimento di temi legati a fiction, film, libri, programmi televisivi e documentari.
La sezione del sabato pomeriggio è stata rinnovata nel 2014 passando dal classico commento del Vangelo alla trattazione quasi in real time con conduttori consacrati definiti preti di strada. Dal 2017 il commento del Vangelo è affidato a don Davide Banzato e a don Marco Pozza. Dal 2018 si sono aggiunti come conduttori S.Em. Matteo Zuppi e sono tornati in alternanza anche Luigi Ciotti e don Maurizio Patriciello.
Elenco conduttori:
- Arianna Ciampoli (1997-1999)
- Lorena Bianchetti (1999-2005, dal 2014)
- Andrea Sarubbi (2005-2008)
- Benedetta Rinaldi (sostituto di Andrea Sarubbi per alcune puntate nel 2008)
- Rosario Carello (2008-2014)
- Francesca Fialdini (1° settembre 2013, data l'assenza di Rosario Carello a causa della morte del padre)
- Paolo Balduzzi  (sostituto di Lorena Bianchetti per alcune puntate a marzo 2019)

### Redazione
Il programma è a cura di padre Gianni Epifani autore e produttore per la Conferenza Episcopale Italiana e Laura Misiti per la Rai con la collaborazione in qualità di autori di: Lorena Bianchetti, Paolo Balduzzi, Franz Coriasco, Roberto Fittipaldi, Aurelio Molè, Carmela Radatti, Lorenza Rossi, Maria Luisa Rinaldi, Giulio Calcinari. Produttore Esecutivo: Daniela Piccioni.
Registi di studio: Marco Brigliadori e Gaia Valeria Rosa. Registi programmisti per i servizi esterni: Barbara Borgiotti, Maria Amata Calo’, Lucio Cocchia, Mariantonietta Fiordelisi, Andrea Schneider, Salvatore Tomai, Mauro Albanesi. Assistenti al programma: Francesca Colantoni, Giovanna Di Carlo, Francesca Lo Bianco.

## Puntata del sabato
Nel programma del sabato ci sono due parti. Nella prima vengono ospitati in studio personaggi che durante la loro vita hanno avuto esperienze che hanno esaltato la loro fede cristiana.
Nella seconda parte c'è la storica rubrica Le ragioni della speranza dove ogni settimana è  spiegato il Vangelo della domenica.

### Conduttori deLe ragioni della speranza
Negli anni si sono susseguiti diversi conduttori dello spazio pomeridiano dedicato al commento del Vangelo:
- dal 1997 al 2009 Padre Raniero Cantalamessa;
- dal 2009 al 2014 Padre Ermes Ronchi dell'Ordine dei Servi di Maria;
- dal 2014 al 2015 alternati quattro preti di strada: don Vinicio Albanesi fondatore della Comunità di Capodarco, don Luigi Ciotti fondatore di Libera e di Gruppo Abele, don Maurizio Patriciello parroco delle denunce Terra dei fuochi, don Gino Rigoldi cappellano del carcere minorile Beccaria di Milano[7][8];
- dal 2015 al 2016 don Maurizio Patriciello[9].
- Nel 2016 da don Maurizio Patriciello e, da sabato 26 novembre a inizio 2017, da Suor Paola D'Auria, S.S.F.C.R., conosciuta come suor Paola della Lazio, fondatrice dell'Associazione So.Spe.[10][11].
- Nel 2017 alternati don Davide Banzato e don Marco Pozza entrambi sacerdoti originari di Padova[12]. Don Banzato è assistente spirituale della Comunità internazionale Nuovi Orizzonti[13][14][15]; don Pozza è cappellano del carcere di Padova.
- Nelle stagioni 2017-2018 all'interno del XX anniversario della trasmissione e dal 2019 ad oggi si alternano i sacerdoti don Marco Pozza, don Davide Banzato, don Maurizio Patriciello, don Giordano Goccini, don Luigi Verdi, S.Em. Card. Matteo Maria Zuppi, Suor Alessandra Smerilli, F.M.A., Padre Giuseppe Buffon, Fra Daniele Randazzo, don Dario Edoardo Viganò[16], Suor Agnese Rondi, padre Luciano Lotti.

## Puntata della domenica
La domenica è presente sempre il collegamento in diretta con la Santa Messa (a volte in diretta in Piazza San Pietro) e con la recita dell'Angelus da parte del Papa.
Conduce Lorena Bianchetti temi di attualità, spiritualità, storie di fede.
La rubrica del breve notiziario illustrante eventi della vita cristiana è stato condotto in passato da Francesca Fialdini, poi da Giulia Nannini e attualmente da Paolo Balduzzi.

## Speciale del Venerdì Santo
Il 22 aprile 2011, Venerdì Santo, in uno speciale del programma, papa Benedetto XVI rispose ad alcune domande poste dai fedeli.
Alcuni mesi prima, il pontefice aveva accettato la proposta fattagli da Rosario Carello di comparire in televisione e rispondere alle domande del pubblico; delle tremila domande inviate da tutto il mondo al sito internet della trasmissione, ne furono selezionate sette. Gli argomenti riguardavano: il male, la malattia, le persecuzioni dei cristiani, la pace, la morte e risurrezione di Gesù e Maria.
L'intervento del papa era stato registrato una settimana prima della messa in onda nella biblioteca del palazzo apostolico vaticano; la puntata fu seguita da un milione e mezzo di telespettatori.
Il 10 aprile 2020 intervenne in diretta, in collegamento telefonico, papa Francesco, con una breve riflessione legata alla pandemia del COVID-19.

## Udienza con papa Francesco
Il 4 marzo 2023, nel ventiseiesimo anniversario del programma, papa Francesco ha ricevuto in udienza il comitato di redazione del programma televisivo A Sua immagine rivolgendo un messaggio di plauso e incoraggiamento ai presenti, tra i quali ha nominato padre Gianni Epifani e la conduttrice Lorena Bianchetti, salutando anche gli autori, i redattori, i tecnici e tutti coloro che collaborano al programma.

## Fatti rilevanti
Sabato 27 maggio 2023, il Santo Padre Francesco ha registrato un'intervista nello studio di Saxa Rubra (la prima volta per un papa) per il programma a A Sua immagine, andata in onda domenica 4 giugno 2023 su Rai 1. .